# پریزبرگ (حوزه سرشماری)، نیویورک
پریزبرگ (به انگلیسی: Perrysburg) یک منطقهٔ مسکونی در ایالات متحده آمریکا است که در شهرستان کاتاراگوس، نیویورک واقع شده‌است. پریزبرگ ۲٫۶ کیلومتر مربع مساحت و ۴۰۱ نفر جمعیت دارد و ۴۰۳ متر بالاتر از سطح دریا واقع شده‌است.